# Programa econômico de Hamilton

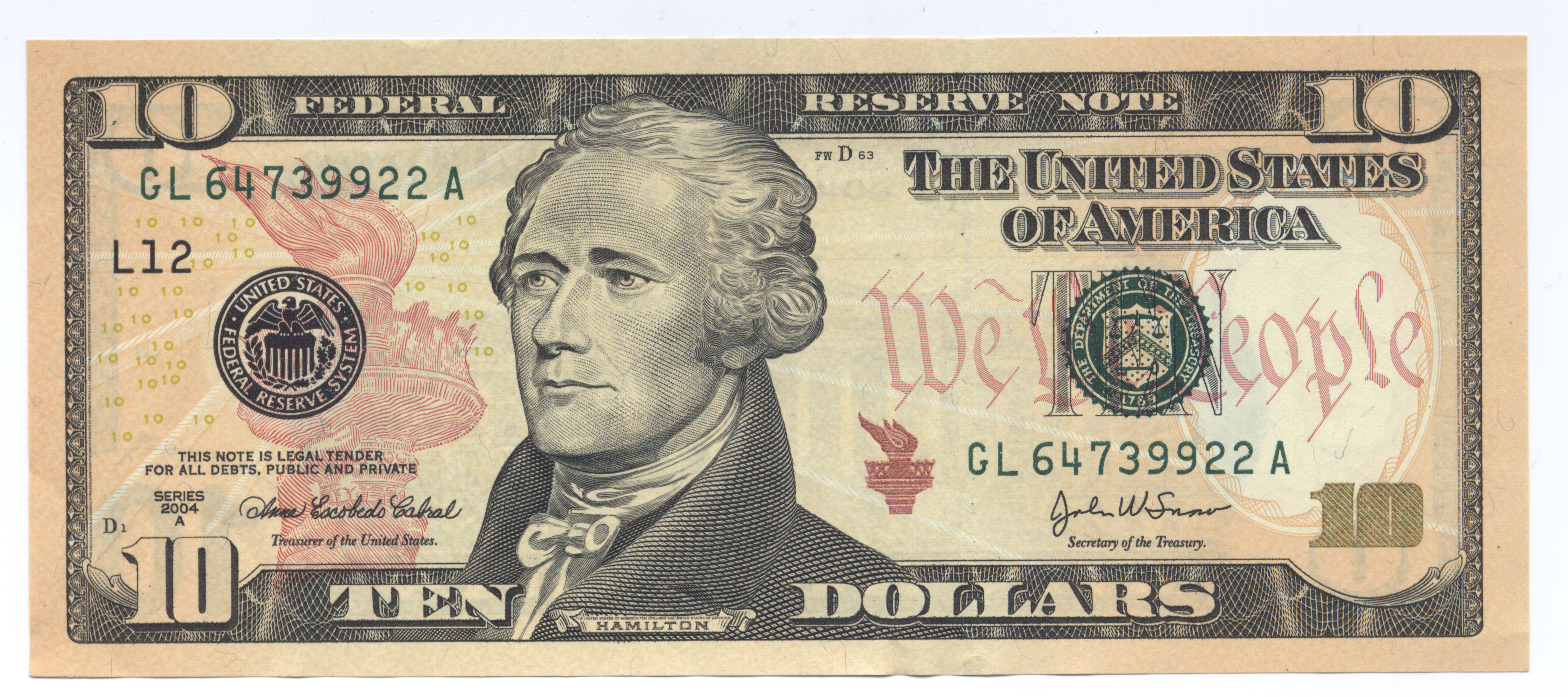
Alexander Hamilton na cédula de 10 dólares

O programa econômico de Hamilton foi a série de medidas que foram propostas pelo Pai Fundador dos Estados Unidos e seu primeiro Secretário do Tesouro Alexander Hamilton em três notáveis relatórios e implementadas pelo Congresso dos Estados Unidos da América durante o primeiro governo de George Washington. 
- Primeiro Relatório sobre o Crédito Público - pertinente à apropriação  das dívidas federais e estaduais e às finanças do governo dos Estados Unidos.
- Segundo Relatório sobre o Crédito Público - pertinente ao estabelecimento de um banco central nacional.
- Relatório sobre Manufaturas - pertinente às políticas a serem seguidas para estimular as manufaturas e a indústria nos Estados Unidos.

Artigos relacionados:
- Sistema americano (programa econômico), para o programa de Henry Clay radicado nas idéias dos três Relatórios.
- Escola americana (economia), para a escola americana hamiltoniana de economia política, adotada pelos Estados Unidos no período de 1790s-1970s e radicada nos três Relatórios.